# Гелиосферный токовый слой

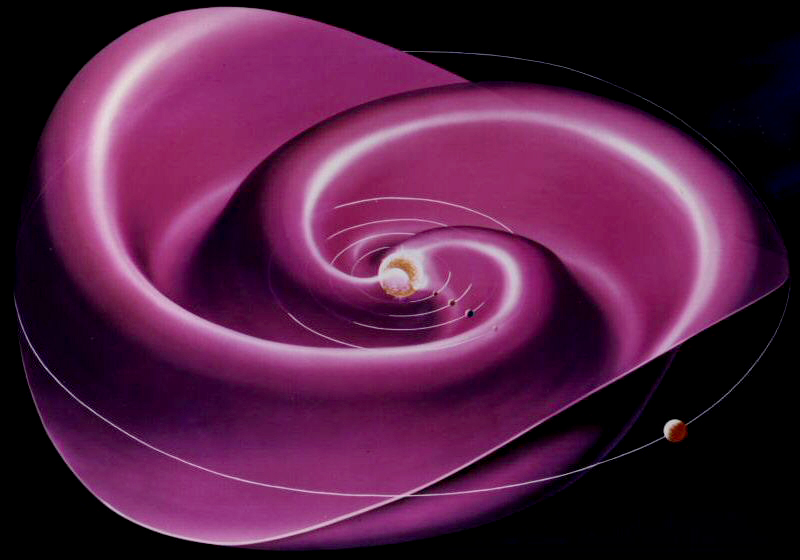
Гелиосферный токовый слой

Гелиосферный то́ковый слой представляет собой поверхность в пределах Солнечной системы, при пересечении которой изменяется полярность магнитного поля Солнца. Эта поверхность простирается вдоль экваториальной плоскости Солнца и достигает границ гелиосферы. Форма токового слоя определяется воздействием вращающегося магнитного поля Солнца на плазму, находящуюся в межпланетном пространстве. Толщина токового слоя составляет порядка 10 000 км. В токовом слое наблюдается слабый электрический ток (откуда и название) — около 10−10 А/м². Возникающий ток формирует часть гелиосферного токового контура. Иногда гелиосферный токовый слой называют межпланетным токовым слоем.

## Характеристики

### Форма

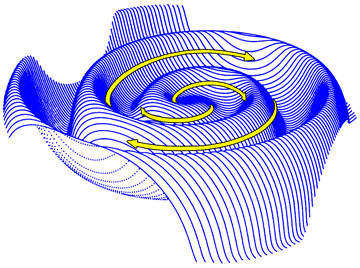
Спираль Паркера

В процессе вращения Солнца его магнитное поле извивается в особой формы спираль — спираль Паркера, представляющую собой вид архимедовой спирали и названную так по имени её первооткрывателя Юджина Паркера. Магнитное поле спирали разделено на две части токовым слоем, математическая модель которого была впервые разработана в начале 1970-х. Завивающееся спиралью магнитное поле меняет свою полярность и приобретает сложную форму волнистых спиральных складок, более всего напоминающих многослойную юбку балерины.
Причину формирования такой сложной формы иногда называют «эффектом садового шланга». Именно такую поверхность описывает струя воды, если перемещать шланг вверх-вниз и одновременно поворачиваться вокруг своей оси. В случае с Солнцем роль водяной струи играет солнечный ветер.

### Магнитное поле
Гелиосферный токовый слой вращается вместе с Солнцем, делая один оборот за 27 дней. За этот период Земля, вместе со своей магнитосферой, проходит через горбы и впадины токового слоя, взаимодействуя с ним. Магнитная индукция на поверхности Солнца составляет примерно 10−4 тесла. Если бы магнитное поле имело дипольную форму, его сила уменьшалась бы пропорционально кубу расстояния и в районе орбиты Земли составила бы 10−11 тесла. Существование гелиосферного токового слоя приводит к тому, что фактические показатели в районе Земли в 100 раз больше.

### Электрический ток
В соответствии с законами электродинамики, электрический ток в токовом слое направлен перпендикулярно магнитному полю, то есть ток движется почти по окружности вблизи Солнца и направлен почти радиально на больших расстояниях. Замыкает «электрическую цепь» направленный от Солнца ток, который идёт от солнечных полюсов в направлениях, перпендикулярных экватору, а затем по гелиопаузе спускается к экватору, к гелиосферному токовому слою. Общая сила тока в этой цепи составляет порядка 3⋅109 ампер. Для сравнения, токи, приводящие к возникновению полярных сияний на Земле, примерно в тысячу раз слабее и имеют величину порядка миллиона ампер. Максимальная плотность тока в листе составляет порядка 10−10 А/м² (10−4 А/км²).